# Délires d'amour
Pour plus de détails, voir Fiche technique et Distribution.
Délires d'amour (Enduring Love) est un film britannique réalisé par Roger Michell sorti en 2004.

## Fiche technique
- Date de sortie : 26 novembre 2004 en Irlande
- Réalisateur :Roger Michell
- Scénariste : Ian McEwan et Joe Penhall
- Société de production :  Ingenious Film Partners et Framestore CFC
- Producteur : Katie Bullock-Webster
- Costumes : Natalie Ward
- Décors :  Sara Wan
- Direction artistique : Emma MacDevitt
- Musique :  Jeremy Sams
- Photo : Haris Zambarloukos
- Langue : anglais
- Genre : Film dramatique
- Durée : 100 minutes

## Distribution
- Daniel Craig : Joe
- Samantha Morton : Claire
- Ben Whishaw : Spud
- Jeremy McCurdie : Un garçon dans le ballon (as Jeremy Mccurdie)
- Lee Sheward : John Logan
- Nick Wilkinson : Farmer
- Rhys Ifans : jed
- Bill Nighy : Robin
- Susan Lynch : Rachel
- Bill Weston : le grand-père
- Justin Salinger : Frank
- Andrew Lincoln : Producteur TV
- Helen McCrory : Mrs. Logan
- Rosie Michell : Katie Logan(as Rosanna Michell)
- Ella Doyle : Une amie de Katie Logan
- Félicité Du Jeu : Une fille dans la voiture de Logan
- Alexandra Aitken : Natasha
- Anna Maxwell Martin : Penny
- Corin Redgrave : Professeur

## Récompenses et distinctions
- En 2004, le film est nommé aux 10e cérémonie des Empire Awards pour le titre du Meilleur film britannique, et
- Rhys Ifans est nommé pour le titre du Meilleur acteur britannique,
- Samantha Morton est nommée pour titre de la Meilleure actrice britannique,
- Roger Michell est nommé, pour le titre du Meilleur réalisateur britannique.

- En 2005, le film reçoit le prix Empire Award de la meilleure scène pour la scène du ballon.